# Willie le Roux
Willem („Willie“) Jacobus le Roux (* 18. August 1989 in Stellenbosch) ist ein südafrikanischer Rugby-Union-Spieler. Er spielt auf den Positionen des Schlussmannes und des Außendreiviertels für das südafrikanische Franchise Bulls und die südafrikanische Nationalmannschaft. Zu seinen Erfolgen gehören zwei Weltmeistertitel 2019 und 2023 sowie ein Turniersieg in der Rugby Championship mit Südafrika.

## Biografie

### Vereinskarriere
Le Roux besuchte das Paul Roos Gymnasium in Stellenbosch, das bereits zahlreiche Rugbyspieler hervorgebracht hatte. Nach dem Schulabschluss spielte er in den Juniorenteams der Western Province und der Boland Cavaliers. Anschließend gehörte er zwei Jahre lang der ersten Mannschaft der Boland Cavaliers an und verhalf ihr 2011 zum Meistertitel der First Division des Currie Cup (entspricht der zweithöchsten Stufe). 2012 wechselte er zusammen mit mehreren Teamkollegen von den Cavaliers zu den Griquas aus Kimberley, um in der Premier Division des Currie Cup zu spielen. Bereits in seiner ersten Saison etablierte er sich als einer der besten Spieler in der südafrikanischen Meisterschaft. 2013 stiegen die Griquas in die First Division ab, worauf er das Team verließ.
Ebenfalls 2012 wurde le Roux in den Kader der Cheetahs aus Bloemfontein berufen, eines der südafrikanischen Franchises in der internationalen Profiliga Super Rugby. Sein Debüt gab er am ersten Spieltag der Saison 2012 als Einwechselspieler bei der 25:27-Niederlage gegen die Lions aus Johannesburg. 2014 trug er maßgeblich dazu bei, dass die Cheetahs die Playoffs erreichten. Nach dem Ende der Saison 2015 unterschrieb er bei den Yokohama Canon Eagles in der japanischen Top League, um außerhalb der Super-Rugby-Spielzeiten Vereinsrugby auf höherem Niveau spielen zu können. In der Saison 2016 von Super Rugby war er für die Sharks aus Durban tätig.
Le Roux blieb nur ein Jahr bei den Sharks und beendete auch sein Engagement in Japan. Stattdessen wechselte er zu Beginn des Jahres 2017 zum englischen Erstligisten Wasps RFC. Am Ende der Saison 2016/17 stand er im Meisterschaftsfinale der Premiership, doch die Wasps unterlagen den Exeter Chiefs nach Verlängerung mit 20:23. 2019 ging er erneut nach Japan, diesmal zum Team Toyota Verblitz. Er blieb dort vier Jahre, nennenswerte Erfolge hatte er jedoch keine. Im Juli 2023 gaben die Bulls aus Pretoria die Verpflichtung le Roux’ für drei Jahre bekannt.

### Nationalmannschaft
Sein erstes Test Match für die südafrikanische Nationalmannschaft bestritt le Roux am 8. Juni 2013 beim 44:10-Heimsieg in Durban gegen Italien. Wenig später nahm er an der Championship 2013 teil, wobei er sich gleich als Stammspieler etablieren konnte. Seinen ersten Versuch auf internationaler Ebene erzielte er am 7. September 2013 in Brisbane gegen Australien. Le Roux entwickelte sich rasch zum Stammspieler. Die Auszeichnung als „Man of the Match“ erhielt er erstmals am 14. Juni 2014 beim 38:16-Heimsieg gegen Wales, als er einen Versuch erzielte und den entscheidenden Pass zu drei weiteren warf. Einige Monate später gehörte er zu den Nominierten für die Auszeichnung „Spieler des Jahres“ des International Rugby Board; die Auszeichnung ging schließlich an den Neuseeländer Brodie Retallick.
Le Roux gehörte dem Kader während der Weltmeisterschaft 2015 an und erreichte an dieser den dritten Platz. Er bestritt die Gruppenspiele gegen Samoa, Schottland und die Vereinigten Staaten sowie das Viertelfinale gegen Wales, das Halbfinale gegen Neuseeland und das Spiel um Platz 3 gegen Argentinien. Für die Rugby Championship 2016 war er zunächst nicht aufgeboten worden, wurde dann aber für die beiden letzten Partien des Turniers nachnominiert. Unter Nationaltrainer Allister Coetzee hatte le Roux anschließend nie mehr einen Einsatz, doch dann holte ihn sein Nachfolger Rassie Erasmus 2018 nach zweijähriger Pause zurück.
Seine größten Erfolge mit den Springboks feierte le Roux im darauffolgenden Jahr. Mit Einsätzen in zwei von drei Spielen war er am Turniersieg bei der Rugby Championship 2019 beteiligt. Erasmus berief ihn daraufhin in den Kader für die Weltmeisterschaft 2019. Südafrika gewann das Turnier und bezwang England im Finale, wobei le Roux wesentlichen Anteil am Erfolg hatte. Er stand in den Gruppenspielen gegen Neuseeland, Italien und Kanada auf dem Platz, ebenso im Viertelfinale gegen Gastgeber Japan, im Halbfinale gegen Wales und im Finale. Als die British and Irish Lions im Sommer 2021 durch Südafrika tourten, stand ihnen le Roux in allen drei Test Matches gegenüber.
Bei der WM 2023 in Frankreich wurde er in den Gruppenspielen gegen Rumänien und Tonga, im Viertelfinale gegen Frankreich, im Halbfinale gegen England und im Finale gegen Neuseeland eingesetzt und verteidigte mit den Springboks erfolgreich den Weltmeistertitel.

## Erfolge
Boland Cavaliers:
- Sieger Currie Cup First Division: 2011

Wasps RFC:
- Finalist Premiership Rugby: 2017

Südafrika:
- Weltmeister: 2019, 2023
- 3. Platz Weltmeisterschaft: 2015
- Sieger Rugby Championship: 2019